# أيوب باشا
أيوب باشا سياسي عثماني شغل منصب والي مصر منذ 1644 حتى 1646.